# Malovišerskij rajon
Il Malovišerskij rajon (in russo Маловишерский район?) è un rajon dell'Oblast' di Novgorod, nella Russia europea; il capoluogo è Malaja Višera. Istituito nel 1927, ricopre una superficie di 3.280,98 chilometri quadrati ed ospita una popolazione di circa 18.000 abitanti.